# Acqueville (Calvados)
Acqueville és un antic municipi francès situat al departament de Calvados i a la regió de Normandia. L'any 2018 tenia 187 habitants. Des del 1r de gener de 2019 es va integrar en el municipi nou de Cesny-les-Sources amb l'estatut de municipi delegat. Cesny-les-Sources és el resultat de la fusió de Cesny-Bois-Halbout, Acqueville, Angoville, Placy i Tournebu.

## Demografia
El 2007 la població era de 159 persones. Hi havia 64 famílies i 73 habitatges, tots eren cases.
La població ha evolucionat segons el següent gràfic:

## Economia
El 2007 la població en edat de treballar era de 112 persones, 86 eren actives i 26 eren inactives. Hi havia vuit empreses, principalment de serveis de proximitat. L'any 2000 hi havia 11 explotacions agrícoles que conreaven un total de 536 hectàrees.